# Honoré Ier de Savoie
Honoré Ier de Savoie, né à Marseille en octobre 1538 et mort à Avignon le 11 octobre 1572, est comte de Sommerive et de Tende. Il a été gouverneur et grand sénéchal de Provence du 28 avril 1566 à sa mort.

## Biographie

### Origines
Honoré, parfois Honnorat, est le second fils aîné de Claude de Savoie, comte de Tende et de sa première épouse Marie de Chabannes,. Il est né à Marseille en octobre 1538, dans la maison du roi. Sa mère décède à la suite de l'accouchement. Il est mené au baptême par son oncle Honoré de Villars et sa sœur Renée de Savoie-Tende, le 30 octobre, dans l'église Notre-Dame du quartier des Accoules,.

### Carrière
Catherine de Médicis l'a envoyé en Provence comme lieutenant-général pour s'opposer aux protestants en 1562. Son père, Claude de Savoie, gouverneur de Provence, favorisait alors le parti protestant. Pour valider son pouvoir, il devait le faire valider par le parlement d'Aix mais la ville d'Aix-en-Provence était alors occupée par les protestants. N'ayant pas de troupes pour combattre les protestants, il s'est allié avec le comte de Carcès qui lui permet de regrouper une troupe lui permettant de reprendre Aix-en-Provence. Il réussit alors à mettre sur pied plusieurs compagnies catholiques. Son père tenant alors pour le parti protestant, essaya sans succès de prendre Pertuis puis se replia sur Sisteron en demandant au baron des Adrets de venir l'appuyer. Avant de l'attaquer, le comte de Sommerive a décidé de prendre Orange qui est alors une place tenue par les protestants. Il rassemble des troupes avec le comte de Carcès, François de La Baume, comte de Suze, et plusieurs seigneurs de Provence, et reçoit l'appui des troupes pontificales commandées par Fabrizio Serbelloni. La ville est prise en 1562. Elle est mise à feu et à sang, même la maison de l'évêque est incendiée. Puis la troupe se dirige vers Sisteron. Claude de Savoie qui s'était retiré dans la vallée de Barcelonnette revient en appui des assiégés obligeant son fils à lever le siège puis l'ayant poursuivi, le met en déroute, mais ne continua pas sa poursuite, lui permettant de rejoindre ses troupes. Le comte de Sommerive revient mettre le siège à Sisteron et à prendre la ville. Claude de Savoie s'est alors retiré à Turin laissant la Provence au pouvoir des catholiques. Le comte de Sommerive tente ensuite de reprendre Saint-Gilles mais ses troupes sont surprises par le baron des Adrets et battues. Il doit abattre le pont sur le Rhône pour arrêter sa progression.
Capitaine de 50 hommes d'armes le 12 novembre 1565, il est nommé chevalier de l'Ordre de Saint-Michel en 1563. Il devient comte de Tende à la mort de son père en 1569. Le 28 avril 1566, il reçoit le titre de Gouverneur et Grand sénéchal de Provence, fonction exercée précédemment par son père. 
Il fit une tentative pour reprendre le château de Nîmes, mais sans succès et subit des pertes. Le seigneur de Méjanes est gravement blessé et meurt peu après. Les protestantes reprennent Sisteron. Le comte de Tende vient mettre le siège à la ville, mais ses troupes se débandent et sont attaquées par la garnison de la ville mais par une manœuvre du comte de Carcès, ils réussissent à la repousser en lui causant des pertes. Le comte de Tende revient alors à Aix-en-Provence pour recevoir une demande du comte de Suze lui demandant un appui pour reprendre des villes dans le Comtat Venaissin. Le comte de Tende et le comte de Suze reprennent plusieurs villes qu'ils font mettre au pillage mais le parlement d'Aix rappelle le comte de Tende pour venir s'opposer à des attaques des protestants de Sisteron en Provence. Il réussit à les ramener à la raison, obtient du parlement d'Aix la levée d'une troupe de 3 000 hommes qu'il conduit à l'armée du roi commandée par le duc d'Anjou puis revient en Provence.

### Fin de vie
Honoré de Savoie se trouve le 1er octobre 1572 à Salon. Il est malade. Dans une lettre adressée au duc de Savoie, il déclare cependant aller mieux. Il se rend d'ailleurs à Avignon pour accueillir sa nouvelle épouse, Marguerite de La Tour. Il meurt quelques jours plus tard, le 11 octobre.

## Famille
Honoré de Savoie épouse :
- le 1er mars 1558, Claire Strozzi, fille de Pierre Strozzi, maréchal de France.
- le 1er janvier 1572, Marguerite de La Tour, fille de François III de La Tour (1526-1557), vicomte de Turenne, et d'Éléonore de Montmorency, fille du connétable de Montmorency.

Ces unions sont sans postérité.